# Garçon, un bock !...
Garçon, un bock !... est une nouvelle de Guy de Maupassant, parue en 1884.

## Historique
Garçon, un bock !... est initialement publiée dans la revue Gil Blas du 1er janvier 1884, sous le pseudonyme Maufrigneuse, puis dans le recueil Miss Harriet.
La nouvelle est dédiée à José-Maria de Heredia.

## Résumé
Le narrateur entre dans une brasserie pour s'abriter de la pluie et du froid et trouve une place vide sur la banquette à côté d'un « bockeur », un homme sale, repoussant et miné par le tabac. 
À peine assis, l'homme l'interpelle : « Tu ne me reconnais pas ? » Il s'agit du comte Jean des Barrets, un ami d'enfance. 
Des Barrets lui explique que, depuis six années, il se lève à midi, vient à la brasserie, s'assoit sur la même banquette et boit des bocks de bière jusqu'au soir. Il a trente-trois ans, mais en paraît quarante-cinq, puis l'homme s'explique sur la raison de cette déchéance. 
Quand il avait treize ans, il a assisté à une scène très violente entre ses parents. Son père, qui avait dilapidé son héritage avec des filles, voulait que sa mère signe des papiers pour disposer de la fortune de leur fils. Devant son refus, il l'avait frappée à plusieurs reprises. Des Barrets en avait été bouleversé et, "ayant vu l'autre face des choses, la mauvaise", depuis, il traîne son dégoût de la vie.

## Éditions
- Garçon, un bock !..., Guy Maupassant, Contes et Nouvelles, tome I, texte établi et annoté par Louis Forestier, éditions Gallimard, Bibliothèque de la Pléiade, 1974  (ISBN 978 2 07 010805 3).